# Jerry Yellin
Pour les articles homonymes, voir Yellin.
Jerome "Jerry" Yellin (15 février 1924 - 21 décembre 2017) est un pilote de chasse américain des Forces aériennes de l'Armée de terre des États-Unis, connu dans son pays comme étant « le dernier pilote de combat » pour avoir mené le dernier raid américain de la Guerre du Pacifique, et par extension le tout dernier combat de la Seconde Guerre mondiale.

## Jeunesse
Jerome Yellin dit Yellin nait le 15 février 1924 à Newark (New Jersey), dans une famille juive. Son père est un promoteur immobilier.
Après avoir obtenu son diplôme du secondaire, et afin de financer ses prochaines études en université, il part travailler de nuit dans une aciérie. Mais les États-Unis sont sous le choc de l'attaque-surprise des Japonais contre la base navale américaine de Pearl Harbor qui a eu lieu le 7 décembre 1941. Deux mois plus tard, le jour anniversaire de ses 18 ans, Yellin s'engage au sein des Forces aériennes de l'Armée de terre des États-Unis pour devenir pilote de chasse.

## L’ultime raid de la Seconde Guerre mondiale
Cinq jours après le lâché de la seconde bombe atomique sur le Japon, Yellin aux commandes d'un North American P-51 Mustang part mener un raid aérien contre un aérodrome japonais à proximité de Tokyo. Volant en formation avec un autre P-51 Mustang piloté par le premier lieutenant Phil Schlamberg, les deux pilotes n'entendent pas à la radio l'ordre du cessez-le-feu décidé par les forces américaines à la suite de l'annonce par l'Empereur du Japon, Hirohito de la reddition de son pays. Au cours de cette mission, Schlamberg disparaît, probablement abattu (ce qui fait de lui le dernier pilote mort de la Seconde Guerre mondiale). Yellin revient donc seul à la base d'Iwo Jima après avoir mené son raid. C'est à son retour qu'il apprend que la guerre est finie, et qu'il a donc mené la toute dernière attaque de la Seconde Guerre mondiale, le 14 août 1945 (15 août 1945 à l'heure locale de Tokyo).